# Dimorphothericles rubrithorax
Dimorphothericles rubrithorax är en insektsart som beskrevs av Marius Descamps 1977. Dimorphothericles rubrithorax ingår i släktet Dimorphothericles och familjen Thericleidae. Inga underarter finns listade i Catalogue of Life.